# Pseudoleucopis benefica
Pseudoleucopis benefica is een vliegensoort uit de familie van de Chamaemyiidae. De wetenschappelijke naam van de soort is voor het eerst geldig gepubliceerd in 1930 door Malloch.